# Jean-Charles Cornay
Pour les articles homonymes, voir Saint Jean.

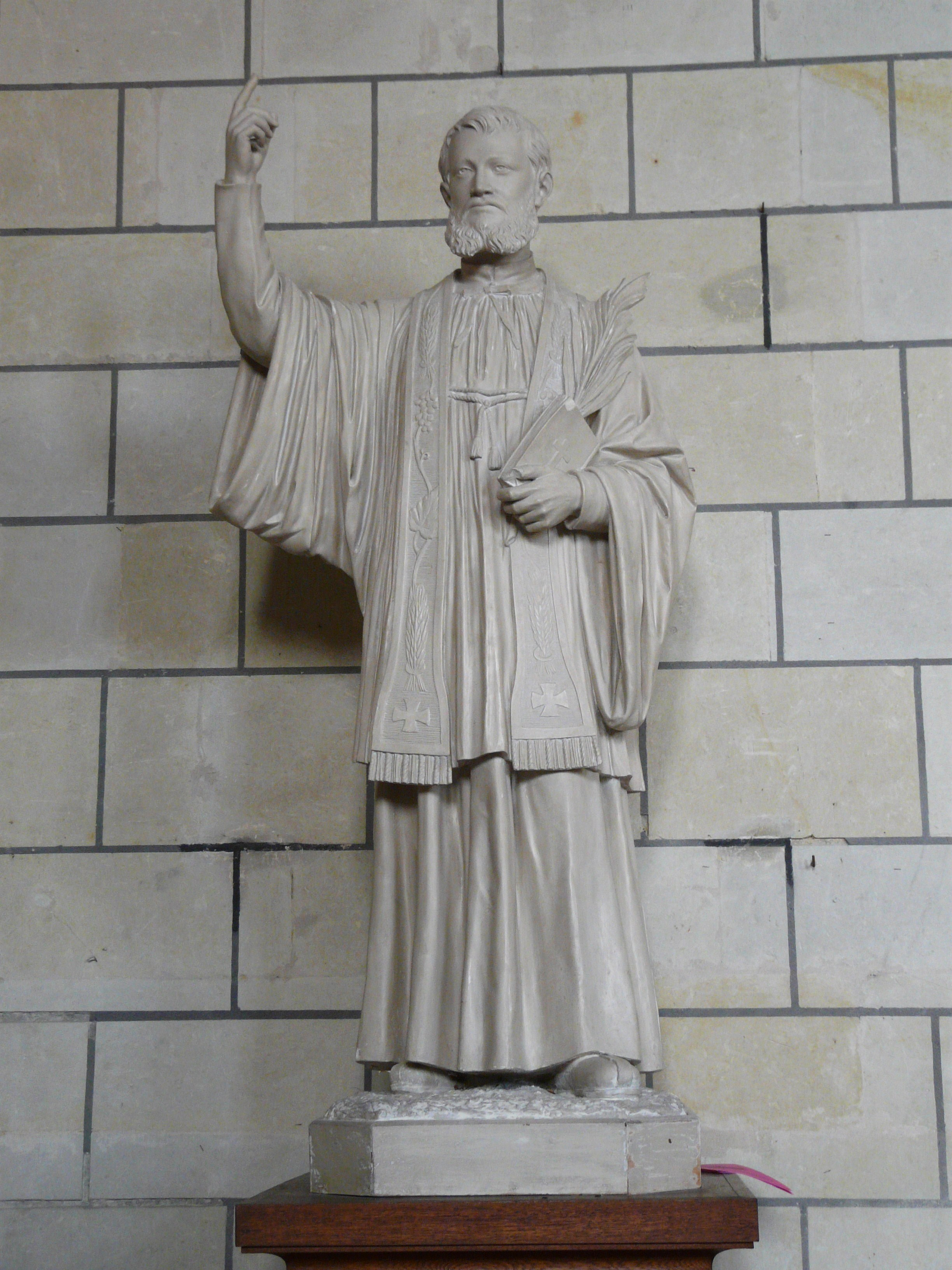
Statue de Jean-Charles Cornay
en l'église Saint-Pierre du marché
de Loudun.

Jean-Charles Cornay (né le 27 février 1809 à Loudun, Vienne, France - mort le 20 septembre 1837 à Sontay, Tonkin, actuel Viêt Nam) est un missionnaire et martyr.
Il est fêté comme saint catholique le 20 septembre, et avec d'autres martyrs du Viêt Nam le 24 novembre.

## Biographie

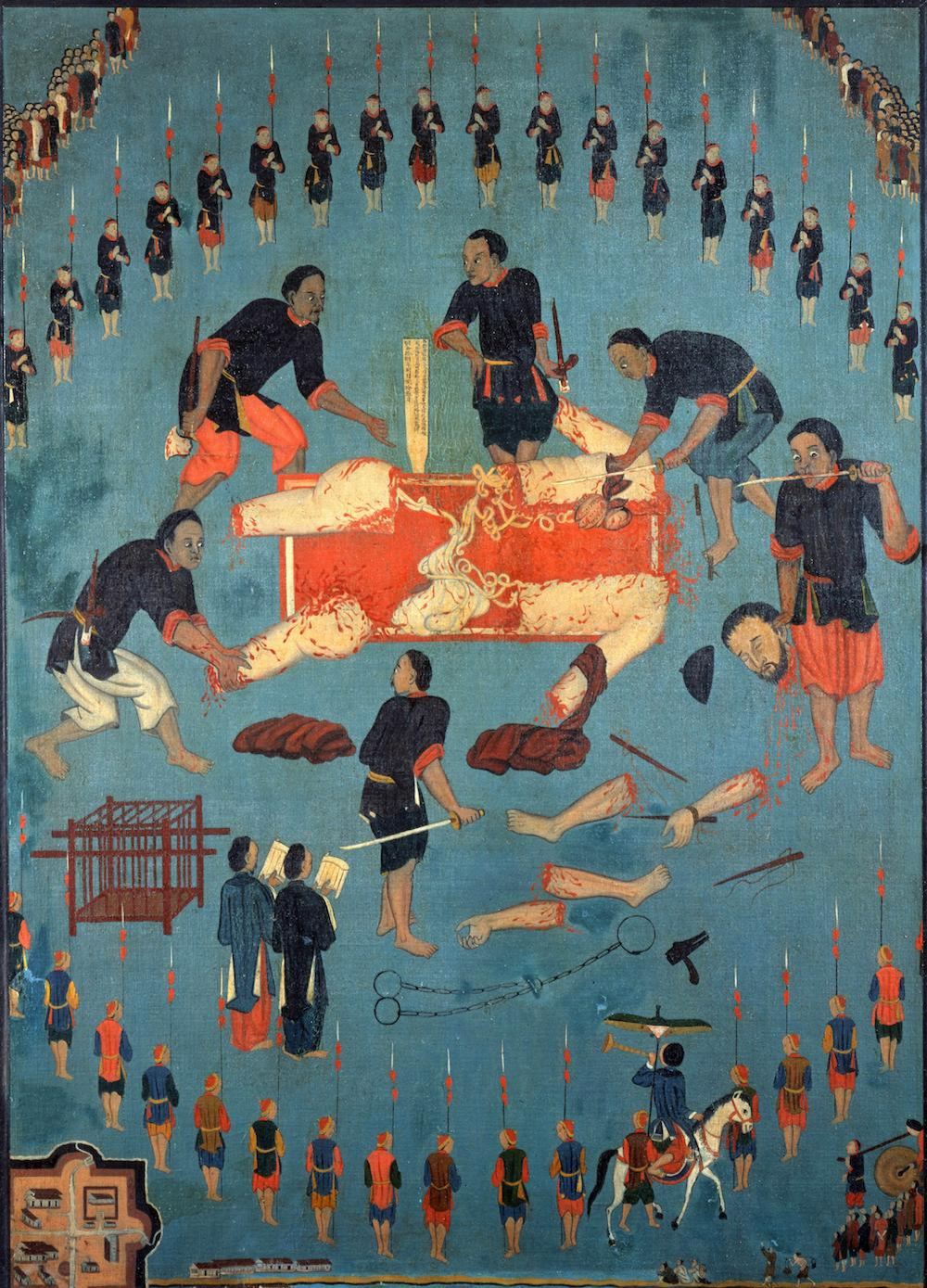
Martyre de Jean-Charles Cornay.

Troisième enfant de Jean-Baptiste Cornay (né en 1777) et de Françoise Mayaud (1780-1857), Jean-Charles Cornay avait trois sœurs et un frère : Élisabeth (1804-1871), Olympe (1806-1888), Eugène (1817-1893) et Louise (1821-1890).
Leurs parents les firent grandir dans la foi.
Jean-Charles a été baptisé le 3 mars 1809 en l'église Saint-Pierre-du-Marché de Loudun, il avait pour parrain Henri Mayaud et pour marraine sa tante Thérèse Cornay.
Il étudie successivement au collège Saint-Louis de Saumur, puis au Petit-Séminaire (ou collège) des Jésuites de Montmorillon et au Grand Séminaire de Poitiers. Il apparaît comme un élève régulier humble et de caractère doux.
Il est tonsuré le 1er juin 1828 en la chapelle du Grand Séminaire de Poitiers, il reçoit les ordres mineurs le 14 juin 1829 en la même chapelle, et le Sous-Diaconat le 6 juin 1830 en la cathédrale Saint-Pierre et Saint-Paul de Poitiers.
En 1830, alors sous-diacre, il quitte Poitiers pour entrer au Séminaire des Missions Étrangères de Paris le 13 octobre 1830. Sa vocation surprend ses parents et lorsqu'il envisage de devenir missionnaire, il rencontre de leur part réticence et incompréhension.
Il mènera son premier combat pour répondre à l'appel de Dieu, en s'opposant à l'avis parental tout en affirmant son amour filial. « Laisse-moi seulement aller à Paris, j’aurai au moins trois ans à y rester et j’aurai là toutes les facilités d’examiner ma vocation, tous les moyens de m’y préparer si elle est véritable ». C’est ainsi que Jean-Charles Cornay tenta de convaincre sa mère de le laisser suivre l’Appel du Seigneur aux Missions Étrangères de Paris. Après son bref passage au séminaire des missions étrangères de Paris, période d'insécurité à la suite de la révolution de Juillet, le séminaire est pris comme cible « Hier on a pénétré dans notre séminaire et l'on a affiché sept ou huit billets portant Mort aux Jésuites de la rue du Bac, et un poignard comme signature ».
En 1831, il est ordonné diacre. La même année, il quitte la France pour la province chinoise du Sichuan (anciennement orthographié Se-tchoan ou Seu-Tchouan). Le départ pour les missions du jeune loudunais fut brusqué afin de remplacer un autre missionnaire. Sa destination devait être Seu-Tchouan en Chine à 2 000 km de la côte, il débarqua à Macao après six mois de voyage. Il est débarqué au Tonkin, où les deux guides venus à sa rencontre, dans l'objectif de remonter le Yang-Tsé-Kiang pour gagner le Sichuan, n'arriveront jamais. Resté bloqué, voici Jean-Charles Cornay échoué au Tonkin en pleine persécution, en cette année 1831.
Il est ordonné prêtre trois ans plus tard, en secret, le 26 avril 1834, par Mgr Joseph Havard, à Hanoï, après un voyage sur le fleuve Rouge déguisé en Chinois. N'ayant aucun espoir de rejoindre la Chine par le Tonkin, il fait le choix d'y demeurer. Dans le ministère exténuant qu'il exerça, il était toujours calme, voire gai, même sa santé de plus en plus précaire, notamment des problèmes ophtalmiques, n'entama en rien sa foi.
En 1837, arrêté à la suite d'une dénonciation, il est accusé d’être le chef d’une secte fausse, de fomenter une rébellion et fait prisonnier. Il subit la cangue puis la cage. Il répondit à la torture en chantant. « Après cinquante coups on m'a délié. En arrivant à la prison, j'ai chanté le Salve Regina, le chant à la Vierge ».
Par décret de l’Empereur Minh Mang, il est condamné à être taillé en pièces : avoir les membres puis la tête coupés, sa tête sera exposée trois jours puis jetée au fleuve.
Le 20 septembre 1837, mercredi appelé “des Quatre-Temps“, il est décapité puis démembré près de la citadelle de Son-Tây, non loin de Hanoï, et sa tête sera ensuite jetée dans le fleuve. Au milieu de difficultés de toutes sortes et jusque dans la mort, Jean-Charles Cornay a proclamé sans crainte la foi devant les hommes : « Le Seigneur est fidèle : il attend de nous une confiance totale en ses promesses ». Il écrivit à ses parents les mots suivants : "Lorsque vous recevrez cette lettre, mon cher père, ma chère mère, ne vous affligez pas de ma mort ; en consentant à mon départ, vous avez déjà fait la plus grande partie du sacrifice". Ses restes reposent en l'église Saint-Jean-Charles Cornay de Chieu-Ung.
Son exemple détermina la vocation de saint Théophane Vénard (1829-1861).
Déclaré Vénérable le 19 juin 1840 par Grégoire XVI, inscrit au martyrologe le 2 juillet 1899 par Léon XIII, béatifié par Léon XIII le 27 mai 1900, il est canonisé par Jean-Paul II le 19 juin 1988 parmi les 117 martyrs du Viêt Nam (Jean-Charles Cornay est le 19e de la liste officielle des Martyrs de l'Église Catholique au Viêt Nam). Il est fêté le 20 septembre, mais aussi le 24 novembre lors de la fête des Martyrs du Viêt Nam.